# Michał Sławuta
Michał Sławuta (ur. 10 lutego 1977) – polski piłkarz (bramkarz).

## Kariera
Karierę piłkarską rozpoczął w ŁKS-ie Łódź. W późniejszym okresie grał m.in. w Pogoni Zduńska Wola, Świcie Nowy Dwór Mazowiecki oraz Dolcanie Ząbki. W 2002 roku wyjechał do Finlandii, gdzie przez wiele lat bronił z powodzeniem, z krótką przerwą na występy w szwedzkim Ljungskile SK.
Syn Zdzisława Sławuty, który również grał w ŁKS-ie. Obecnie na stałe mieszka w Finlandii.